# Serowe
Serowe è una città del Botswana. Situata a nord-est di Gaborone la città è il capoluogo del distretto Centrale.

## Storia
La città fu fondata nel 1903 dal re (ksogi) Khama III, nonno del primo presidente del Botswana Seretse Khama.
Essa nella prima parte del XX secolo fu la capitale dei Bamangwato (o BaNgwato o Ngwato), uno degli otto principali clan  nei quali si divideva l'etnia Tswana.

## Serowe nella letteratura
Serowe fu scelta come residenza dalla scrittrice Bessie Head dopo il proprio forzato trasferimento dal Sudafrica ed ispirò il suo libro del 1974 Serowe: village of the rain wind.